# NGC 5289
NGC 5289 је спирална галаксија у сазвежђу Ловачки пси која се налази на NGC листи објеката дубоког неба.
Деклинација објекта је + 41° 30' 13" а ректасцензија 13h 45m 8,7s. Привидна величина (магнитуда) објекта NGC 5289 износи 12,9 а фотографска магнитуда 13,7. Налази се на удаљености од 38,027 милиона парсека од Сунца. NGC 5289 је још познат и под ознакама UGC 8699, MCG 7-28-58, CGCG 218-42, IRAS 13430+4145, PGC 48749.